# M621
M621 — 20-мм автоматическая пушка французской разработки, созданная техническим управлением сухопутных вооружений (фр. Direction Technique des Armements Terrestres), ныне Nexter, для использования в качестве бортового орудия в бронетехнике и лёгких бронеавтомобилях, самолётах, вертолётах (Gazelle, лёгкий боевой вертолёт HAL LCH и т. д.).) и кораблях военно-морского флота, вступивших в строй с 1973 г.
Он также используется в телеуправляемой военно-морской башне Narwhal 20A, официально представленной в 2012 году и введённой в эксплуатацию в 2013 году>.
По состоянию на 2020 год его усилие отдачи считается сопоставимым с усилием отдачи, создаваемым калибром 12,7 мм.

## Характеристики
- Масса: 45,5 кг
- Размеры:
  - Длина: 2207 мм
  - Длина ствола: 1460 мм
  - Ширина: 202 мм
  - Высота: 245 мм
- Боеприпасы: 20 × 102 мм
- Скорострельность: 800 выстр./мин
- Начальная скорость на выходе из ствола: 1005 м/с